# Rumex nematopodus
Rumex nematopodus är en slideväxtart som beskrevs av K. H. Rechinger. Rumex nematopodus ingår i släktet skräppor, och familjen slideväxter. Inga underarter finns listade i Catalogue of Life.